# Ficedula hyperythra
Ficedula hyperythra е вид птица от семейство Muscicapidae.

## Разпространение
Видът е разпространен в Бангладеш, Бутан, Виетнам, Индия, Индонезия, Източен Тимор, Камбоджа, Китай, Лаос, Малайзия, Мианмар, Непал, Тайланд и Филипините.